# Municipio de Clark (condado de Perkins)
El municipio de Clark (en inglés: Clark Township) es un municipio ubicado en el condado de Perkins en el estado estadounidense de Dakota del Sur. En el año 2010 tenía una población de 10 habitantes y una densidad poblacional de 0,11 personas por km².

## Geografía
El municipio de Clark se encuentra ubicado en las coordenadas 45°36′30″N 102°7′31″O / 45.60833, -102.12528. Según la Oficina del Censo de los Estados Unidos, el municipio tiene una superficie total de 93.23 km², de la cual 92,8 km² corresponden a tierra firme y (0,46 %) 0,43 km² es agua.

## Demografía
Según el censo de 2010, había 10 personas residiendo en el municipio de Clark. La densidad de población era de 0,11 hab./km². De los 10 habitantes, el municipio de Clark estaba compuesto por el 100 % blancos. Del total de la población el 0 % eran hispanos o latinos de cualquier raza.